# أرزن (فارس)
أرزن هو موضع تاريخي بأرض فارس قرب شيراز. ذكر ياقوت الحموي أنها أرض مُنبتة.

### فهرس المنشورات
1. ↑  الحموي (1977)، ج. 1، ص. 151.

### معلومات المنشورات كاملة
الكتب مرتبة حسب تاريخ النشر
ياقوت الحموي (1977)، معجم البلدان (ط. 1)، بيروت: دار صادر، OCLC:1014032934، QID:Q114913343